# Barbara Kleiner
Barbara Kleiner (* 17. Februar 1952 in Linz, Österreich) ist eine literarische Übersetzerin.

## Leben und Werk
Barbara Kleiner absolvierte ein Studium der Komparatistik, Romanistik und Germanistik und wurde 1979 mit einer Arbeit über die Proust-Übersetzungen Walter Benjamins an der Universität Innsbruck zum Doktor der Philosophie promoviert. Anschließend unterrichtete sie Deutsch als Fremdsprache an der Staatlichen Universität Mailand (1980–1988) und an der University of Oregon (1988–1989). 1990–1993 war sie Wissenschaftliche Mitarbeiterin am Institut für Romanistik der Universität des Saarlands. Seit 1993 lebt sie als freiberufliche Übersetzerin in München.
Barbara Kleiner übersetzt literarische Texte aus dem Italienischen (u. a. von Primo Levi, Italo Svevo und Ippolito Nievo) ins Deutsche. Sie ist Mitglied im Verband deutschsprachiger Übersetzer literarischer und wissenschaftlicher Werke, VdÜ.

## Ehrungen
- 2007 erhielt sie den Übersetzerpreis der Kunststiftung NRW für ihre Übersetzung des Werkes Bekenntnisse eines Italieners von Ippolito Nievo.
- 2011 erhielt sie den Deutsch-Italienischen Übersetzerpreis für die Übersetzung des Romans Ein Engel an Güte desselben Autors.
- 2021 wurde Kleiner der Johann-Heinrich-Voß-Preis für Übersetzung zuerkannt.[1]

## Eigenes Werk
- Sprache und Entfremdung. Bonn 1980

## Übersetzungen
- Edmondo de Amicis: Liebe und Gymnastik, Manesse, München 2013
- Bruna Bianchi: Das Bett ein Schlachtfeld, Belleville, München 2009
- Massimo Bontempelli: Das geschäftige Leben, Steidl, Göttingen 1991 (zusammen mit Lieselotte Kittenberger)
- Massimo Bontempelli: Das intensive Leben, Steidl, Göttingen 1992
- Rony Brauman: Hilfe als Spektakel, Hamburg 1995
- Italo Calvino: Ich bedaure, daß wir uns nicht kennen, Hanser, München 2007
- Italo Calvino: Warum Klassiker lesen?, München (zusammen mit Susanne Schoop), Hanser, München 2003
- Massimo Carlotto: Die Schöne und der Alligator, Lichtenberg, München 1999
- Massimo Carlotto: Die Wahrheit des Alligators, Lichtenberg, München 1998
- Pietro Citati: Das Licht der Nacht, Claassen, München 1999
- Paolo Cottini: Der Park der Mylius-Vigoni in Loveno di Menaggio, Varese 1991
- Silvana De Mari: Der letzte Elf, cbj, München 2008
- Silvana De Mari: Der letzte Ork, cbj, München 2009
- Silvana De Mari: Der letzte Zauber, cbj, München 2010
- Silvana De Mari: Die Rückkehr der Elfen, cbj, München 2010
- Ernesto De Martino: Katholizismus, Magie, Aufklärung, Trikont, München 1982
- Umberto Eco, Jean-Claude Carrière, Die große Zukunft des Buches, Hanser, München 2010
- Umberto Eco: Die unendliche Liste, Hanser, München 2009
- Edgardo Franzosini: Der Papieresser, Beck & Glückler, Freiburg 1990
- Paolo Giordano: Der menschliche Körper. Rowohlt, Reinbek 2013
- Paolo Giordano, Den Himmel stürmen, Rowohlt, Hamburg 2019
- Furio Jesi: Die letzte Nacht, Beck & Glückler, Freiburg 1991 (Neuauflage Edition Atelier, Wien 2015)
- Ursula K. Le Guin: Das Vermächtnis von Erdsee, München 2004
- Primo Levi: Anderer Leute Berufe, Hanser, München 2004
- Primo Levi: Der Freund des Menschen (zusammen mit Heinz Riedt), Hanser, München 1989
- Primo Levi: Der Ringschlüssel, Hanser, München 1992
- Primo Levi: Wann, wenn nicht jetzt?, Hanser, München 1986
- Davide Longo: Der aufrechte Mann, Rowohlt, Reinbek 2012
- Davide Longo: Der Fall Bramard, Rowohlt, Reinbek 2015
- Andrea Molesini: Zu lieben und zu sterben (zusammen mit Petra Kaiser), Piper, München 2012
- Jean-Bernard Naudin: Zu Gast bei Renoir (zusammen mit Wolfgang Glaser), Heyne, München 1994
- Ippolito Nievo: Bekenntnisse eines Italieners. 2 Bände. Manesse, Zürich 2005[2]
- Ippolito Nievo: Ein Engel an Güte, Manesse, Zürich 2010
- Anna Maria Ortese: Stazione Centrale und andere Mailänder Geschichten.(zusammen mit Viktoria von Schirach), Hanser, München 1993
- Antonio Pennacchi: Canale Mussolini, Hanser, München 2012
- Alessandro Piperno, Wo die Geschichte endet, Piper, München 2019
- Francesca Rigotti: Philosophie in der Küche, Piper, München 2002
- Rossana Rossanda: Vergebliche Reise oder Politik als education sentimentale, EVA, Frankfurt/M. 1982
- Edoardo Sanguineti: Postkarten, Lyrik Kabinett, München 2000
- Italo Svevo: Der alte Herr und das schöne Mädchen, Wagenbach, Berlin 1998
- Italo Svevo: Ein Leben, Manesse, Zürich 2007
- Italo Svevo: Senilità, Manesse, Zürich 2002
- Italo Svevo: Zenos Gewissen, Zweitausendeins, Frankfurt/M. 2000 (Neuauflage Manesse, Zürich 2011)
- Tiziano Terzani: Gute Nacht, Herr Lenin, Hamburg 1993
- Tiziano Terzani, Spiel mit dem Schicksal, DVA, München 2015
- Elio Vittorini: Die rote Nelke, Bruckner & Thünker, Köln 1995
- Elio Vittorini, Die Garibaldina, Bruckner & Thünker, Köln 1997
- Paolo Volponi: Der Speerwerfer, Piper, München 1988

## Notizen
1. ↑  Übersetzerpreise für Barbara Kleiner und Khalid Al-Maaly (Memento des Originals vom 17. Mai 2021 im Internet Archive)  Info: Der Archivlink wurde automatisch eingesetzt und noch nicht geprüft. Bitte prüfe Original- und Archivlink gemäß Anleitung und entferne dann diesen Hinweis., deutschlandfunkkultur.de, erschienen und abgerufen am 8. März 2021
2. ↑  Der Kritiker Denis Scheck geht 2007 in Straelen in einem Grußwort zum Straelener Übersetzerpreis der Kunststiftung NRW an Kleiner ausführlich auf das Werk und die preisgekrönte Leistung der Übersetzerin ein.

| Personendaten    | Personendaten             |
| ---------------- | ------------------------- |
| NAME             | Kleiner, Barbara          |
| KURZBESCHREIBUNG | literarische Übersetzerin |
| GEBURTSDATUM     | 17. Februar 1952          |
| GEBURTSORT       | Linz                      |